# Sisters of Avalon
Sisters of Avalon é o quinto álbum de estúdio da cantora estadunidense Cyndi Lauper. Foi lançado no Japão em 15 de outubro de 1996, pela Sony Music Entertainment Japan, em em 1997 no resto do mundo. 
Tematicamente, aborda a questão da complacência e ignorância na cultura popular, a discriminação de mulheres e de minorias, como os gays, assim como a corrupção na indústria do entretenimento.
A recepção da crítica especializada foi favorável, algumas resenhas elogiaram as letras, os arranjos, os vocais e a criatividade na diversidade de temas abordados.
Comercialmente, teve o pior desempenho no catálogo da cantora nos anos 1990, em detrimento do adiamento e do atrito contínuo com sua gravadora. 
O Songwriters Hall of Fame elegeu a faixa-título como uma das canções-chave da carreira da cantora.

## Antecedentes e produção
O título do é uma referência ao livro The Mists of Avalon de Marion Zimmer Bradley, que conta a lenda do Rei Arthur do ponto de vista das personagens femininas.
O repertório difere-se de projetos anteriores, incorporando uma mistura de produção eletrônica com uma variedade de instrumentos tradicionais, como violão, cítara, dulcimer dos Apalaches e dulcimer de slide, bem como um omnicórdio.
Para a gravação, a cantora alugou uma casa nos arredores de Nova York, no cenário bucólico de Tuxedo Park. Em declarações à Billboard, em 1997, comentou: "Para mim, ele é uma progressão natural das canções de Hat Full of Stars. Nunca estive mais orgulhosa de uma coleção de canções."
Muitas das faixas foram escritas por Lauper e Jan Pulsford, que se juntou à banda como tecladista para a turnê de promoção de Hat Full of Stars, em 1993. Lauper disse à Billboard: "Estávamos em uma jornada especial que parecia tão certa. Jan e eu somos colaboradores extremamente compatíveis". A faixa "Mother", aborda um tema pagão, com um ode a Gaia.
O lançamento ocorreu em 1996, no Japão, e em 1997, em outras partes do mundo. A versão japonesa traz uma faixa bônus, "Early Christmas Morning".
"Lollygagging" é uma faixa oculta que nada mais é do que Lauper e seus músicos tentando gravar a música "Hot Gets a Little Cold", mas cometendo um erro musical e rindo da situação.

## Recepção crítica
| Críticas profissionais  | Críticas profissionais |
| Avaliações da crítica   | Avaliações da crítica  |
| Fonte                   | Avaliação              |
| ----------------------- | ---------------------- |
| AllMusic                | [ 8 ]                  |
| Entertainment Weekly    | B+                     |
| New York Times          | (favourable)           |
| Pittsburgh Post Gazette | [ 11 ]                 |

Após o lançamento, Larry Flick da Billboard escreveu: "O álbum aproveita os pontos fortes de Lauper como vocalista e sua maturidade marcante como compositora, com amplas inclinações estilísticas."
David Grad, do Entertainment Weekly, observou: "Lauper continua sendo uma inebriante sereia do pop. Seu sexto disco de estúdio é maravilhosamente eclético."
Stephen Thomas Erlewine, do site AllMusic, o descreveu como "variado e eclético", acrescentando: "Embora os resultados nem sempre sejam bem-sucedidos, ele é o mais intrigante e recompensador que ela fez desde True Colors"
A revista People elogiou a variedade lírica e sonora e seus "comentários cortantes", mas teceu críticas pelo fato de "por toda a sua experimentação ousada, Lauper parecer estar se esforçando demais".
Tracy Collins, do Pittsburgh Post Gazette, fez uma crítica favorável e observou que ele "é um disco estranho e intrincado de uma mulher com um grande senso de aventura" e também que é "a coisa mais próxima de uma reinvenção segura para Lauper".

## Desempenho comercial
Devido à falta de promoção, obteve um desempenho ruim na maioria dos mercados. Nos Estados Unidos, estreou na posição de #188 na tabela da revista Billboard, de 19 de abril de 1997. Ele permaneceu nela por uma semana e vendeu 56.000 cópias até 2012.
No Reino Unido, foi lançado no início de fevereiro de 1997 e entrou na parada da Official Charts Company, na posição de #59, saindo dela na semana seguinte. Entrou na parada de álbuns austríacos, atingindo o pico de #45, e nela permanecendo por três semanas. Foi seu primeiro de estúdio a aparecer na parada de sucessos do país desde True Colors.
A repercussão foi mais bem-sucedida no Japão, onde atingiu o pico de #15, passando nove semanas na parada e foi eventualmente certificado com um disco de ouro por vendas superiores a mais de 100.000 cópias no país.

## Lista de faixas
Créditos retirados do encarte do álbum Sisters of Avalon, de 1997.
| N.º | Título                   | Compositor(es)             | Duração |  |
| 1.  | "Sisters Of Avalon"      | Cyndi Lauper; Jan Pulsford | 4:20    |  |
| 2.  | "Ballad Of Cleo + Joe"   | Lauper; Pulsford           | 4:00    |  |
| 3.  | "Fall Into Your Dreams"  | Lauper; Pulsford           | 4:45    |  |
| 4.  | "You Don't Know"         | Lauper; Pulsford           | 5:14    |  |
| 5.  | "Love To Hate"           | Lauper; Pulsford           | 3:25    |  |
| 6.  | "Hot Gets A Little Cold" | Lauper; Catherine Russel   | 3:37    |  |
| 7.  | "Unhook The Stars"       | Lauper; Pulsford           | 3:56    |  |
| 8.  | "Searching"              | Lauper; Pulsford           | 4:35    |  |
| 9.  | "Say A Prayer"           | Lauper; Pulsford           | 4:53    |  |
| 10. | "Mother"                 | Lauper; Pulsford           | 4:44    |  |
| 11. | "Fearless"               | Lauper                     | 3:38    |  |
| 12. | "Brimstone And Fire"     | Lauper; Pulsford           | 3:35    |  |
| 13. | "Lollygagging"           | Lauper; Pulsford           | 0:24    |  |

## Tabelas

### Tabelas semanais
| Tabela musical (1997)          | Melhor posição |
| ------------------------------ | -------------- |
| Áustria (Ö3 Austria Top 40)    | 45             |
| Japanese Albums (Oricon)       | 15             |
| South African Albums (RISA)    | 93             |
| Reino Unido (UK Albums Chart)  | 59             |
| Estados Unidos (Billboard 200) | 188            |

## Singles
| Ano  | Single                 | Parada musical                     | Posição |
| ---- | ---------------------- | ---------------------------------- | ------- |
| 1997 | "You Don't Know"       | Billboard Hot 100                  | 111     |
| 1997 | "You Don't Know"       | Hot Dance Music/Club Play          | 16      |
| 1997 | "You Don't Know"       | Hot Dance Music/Maxi-Singles Sales | 16      |
| 1997 | "You Don't Know"       | Bubbling Under Hot 100 Singles     | 11      |
| 1997 | "Ballad of Cleo & Joe" | Billboard Hot 100                  | 125     |
| 1997 | "Ballad of Cleo & Joe" | Hot Dance Music/Club Play          | 36      |
| 1997 | "Ballad of Cleo & Joe" | Bubbling Under Hot 100 Singles     | 25      |
| 1997 | "You Don't Know"       | UK Charts                          | 27      |
| 1998 | "Sisters of Avalon"    |                                    |         |

## Certificações e vendas
| Região                                                                                             | Certificação | Vendas   |
| -------------------------------------------------------------------------------------------------- | ------------ | -------- |
| Estados Unidos                                                                                     | —            | 56,000   |
| Japão (RIAJ)                                                                                       | Ouro         | 100,000* |
| *números de vendas baseados somente na certificação ^distribuições baseadas apenas na certificação |              |          |